# Hans Hammar
Hans Birger Hammar, född den 23 augusti 1936 i Stockholm, död 2024 i Genève, var en svensk jurist och personlighet inom Sveriges näringsliv.
Hans Hammar var son till departementssekreteraren Hans Birger Hammar (1894–1960) och lektor Eva Thorné (1910–2003) samt sonson till prosten Hans Birger Hammar den yngre. Han avlade 1963 juris kandidatexamen vid Lunds universitet och var kurator i Värmlands Nation 1962. Sommaren 1963 var han platschef för Europaresor pà Italiens Riminikust (Cattolica), med ett team av vänner fràn Lunds Universitet.
Efter tingsmeritering 1964–1965 och anställning som chef för ett dotterföretag (Brodin Touring) hos Nyman och Schultz 1965–1966, var Hammar internationell sekreterare i Svenska Arbetsgivareföreningen 1966–1969. Han blev direktör i ILO i Genève 1969 med ansvar för arbetsgivaravdelningen, inklusive bistånd till arbetsgivarföreningar i u-länder och senare före detta kommunistländer, biträdande generaldirektör där 1994–1997 med ansvar för alla ILO:s företagsprogram (småföretagsutveckling, management utbildning, produktivitetsutveckling, kooperativer, etc).
Efter pensioneringen verkade Hammar bland annat som konsult för ett treparts svenskt projekt i Ukraina, Labour Market Dialogue, där Hammar var moderator för över 20 seminarier för de nya ukrainska fackföreningarna och arbetsgivarföreningarna.